# Malasia en los Juegos Olímpicos de México 1968
Malasia estuvo representada en los Juegos Olímpicos de México 1968 por un total de 31 deportistas masculinos que compitieron en 4 deportes.
El portador de la bandera en la ceremonia de apertura fue el atleta Nashatar Singh Sidhu. El equipo olímpico malasio no obtuvo ninguna medalla en estos Juegos.